# Ilse Steppat
Ilse Paula Steppat (Wuppertal,11 de noviembre de 1917 – Berlín Occidental, 21 de diciembre de 1969) fue una actriz alemana. Su esposo fue el director y actor Max Nosseck.

## Biografía
Empezó su carrera en el cine a los quince años interpretando a Juana de Arco. También hizo constantes apariciones en las tablas alemanas, además de actuar en más de cuarenta películas. En los años sesenta apareció en varias adaptaciones basadas en las novelas de Edgar Wallace, como Die Gruft mit dem Rätselschloss, Der unheimliche Mönch y Die blaue Hand, las cuales le valieron el reconocimiento en su país natal.
En su única película fuera de tierras germanas, Steppat interpretó a Irma Bunt en la película del agente secreto James Bond On Her Majesty's Secret Service, protagonizada por George Lazenby. Ilse falleció a raíz de un ataque cardíaco solamente cuatro días después del estreno internacional de la película.

## Filmografía parcial
- 1947: Marriage in the Shadows
- 1949: Die blauen Schwerter
- 1951: Hanna Amon
- 1951: Veronika the Maid
- 1954: Captain Wronski
- 1955: The Captain and hid Hero
- 1955: Las ratas, de Robert Siodmak
- 1956: Winter in the Woods
- 1957: Las confesiones del estafador Felix Krull
- 1964: Die Gruft mit dem Rätselschloß
- 1967: Die blaue Hand
- 1969: On Her Majesty's Secret Service